# Mehanizam snimki
Mehanizam snimki je softverski mehanizam koji sprema trenutno stanje sustava kao doslovnu kopiju nad kojom se dalje može raditi bez utjecaja na izvorni sustav ili samo kao nepromjenjivu sliku.